# Каторга
Каторга (на руски: ка́торга; от старогръцки: κάτεργον – галера: кораб с гребла) е насилствен, принудителен тежък труд, извършван в полза на държавата.
Това е вид мярка на наказание, прилагано към най-големите престъпници (от гледна точка на държавата). Този вид наказание е известно още от древността, използвано по време на Римската империя. През средните векове такива престъпници са на работа на галерите в качеството си на гребци.
Историята на руската каторга започва през 17 век. Много от каторжниците работят в мините за добив на руда. Каторгата е отменена от временното правителство по време на февруарската революция от 1917 година, но е възстановена в СССР на 19 април 1943 година с Указът на Президиумът на върховният съвет "За мерките за наказване на Немско - Фашистките злодеи", като наказание за обвинените във "сътрудничество" със силите на Оста в СССР. Според свидетелствата на Александър Солженицин съветската каторга е била въведена с цел и психологическо пречупване на осъдените, още преди изтърпяването на наказанията им да започне, и е съчетавала негативните черти на Затвора и концентрационният лагер, като жестокостта ѝ е била многократно по-голяма от тази на царската, а по процентът на смъртност е равностойна на хитлеристките лагери на смъртта - с разликата, че изтреблението на жертвите е било многократно по-бавно и мъчително и съпроводено с максимална експлоатация на труда им, а тълкуването на терминът "колаборационизъм" от съветските правоохранителни органи и правосъдие е било напълно неограничено, неотчитащо обстоятелствата, при които са били извършени съответните действия и които в голяма степен са били предизвикани от грешките на съветският режим и репресиите и насаждането на атмосфера на страх сред населението, които са в основата на тоталитарният режим. 